# Lüyuan
Lüyuan léase Li-Yuán (en chino:绿园区, pinyin:Lǜyuánn Qū, otra transliteración: Lvyuan , literal:parque verde) es un distrito urbano bajo la administración directa de la subprovincia de Changchun, capital provincial de Jilin , República Popular China. El distrito yace en una llanura con una altitud promedio de 250 m s. n. m., ubicada en el centro financiero de la ciudad. Su área total es de 877 km² y su población proyectada para 2010 fue de 680 631 de habitantes.

## Administración
El distrito de Lüyuan se divide en 10 pueblos que se administran en 7 subdistritos, 1 poblados y 2 villas.